# Comité de Ayuda al Desarrollo

Estados miembros.

El Comité de Ayuda al Desarrollo (CAD) es una organización multilateral, inserta en el sistema de la Organización para la Cooperación y el Desarrollo Económico (OCDE), la cual fue creada en 1960 y se dedica al seguimiento y la evaluación de las políticas de desarrollo de los países integrantes.  
El objetivo general del CAD es promover la cooperación para el desarrollo y otras políticas pertinentes que contribuyan al desarrollo sostenible de los países menos desarrollados y en vías de desarrollo, incluido el desarrollo económico inclusivo y sostenible, la promoción de la igualdad dentro y entre los países, la erradicación de la pobreza y la mejora de los niveles de vida. El objetivo último de la organización es que en el futuro ningún país dependa de la ayuda.
El CAD es responsable de elaborar y actualizar la lista de países que califican para recibir Ayuda Oficial al Desarrollo. Además, analiza el programa de ayuda de cada país, dirige recomendaciones sobre los esfuerzos de ayuda, sus condiciones y sus modalidades financieras.
Esta organización multilateral tiene actualmente 32 miembros. Los miembros del CAD son los siguientes: Alemania, Australia, Austria, Bélgica, Canadá, Dinamarca, España, Estonia, Eslovaquia, Eslovenia, Estados Unidos, Finlandia, Francia, Grecia, Holanda, Hungría, Irlanda, Islandia, Italia, Japón, Corea del Sur, Lituania,  Luxemburgo, Noruega, Nueva Zelanda, Polonia, Portugal,Suecia, Suiza, Reino Unido, República Checa y Unión Europea (que actúa como miembro de pleno derecho). España forma parte del CAD desde 1991.

## Historia
- 19 de enero de 1960 – 8 miembros OECE deciden crear una organización de donantes Bilaterales llamado Grupo de Asistencia al Desarrollo (GAD)
- Marzo de 1961 – Se adopta la resolución de «el esfuerzo común a la ayuda»
- 5 de octubre de 1961 – Primera reunión del CAD, de las discusiones se gestan líneas de actuación.